# Los antropófagos de Zamboula
Los antropófagos de Zamboula (titulado originalmente en inglés The Man-Eaters of Zamboula) es uno de los relatos originales que el autor estadounidense Robert E. Howard escribió para su personaje de espada y brujería Conan el Cimmerio. El relato fue publicado por primera vez en noviembre de 1935 por la revista pulp Weird Tales, aunque con el título Shadows in Zamboula (Sombras en Zamboula).

## Trama
En uno de sus viajes, Conan el Cimmerio se encuentra de paso por una ciudad fronteriza llamada Zamboula, situada entre el extremo más oriental de los reinos hiborios y el extremo más occidental del Imperio Turanio. Otrora fundada por estigios pero regentada por hirkanios en la época de Conan, Zamboula es una ciudad en la que se cruzan todas las culturas y razas del continente hiborio. Paseándose Conan por sus calles, un viejo nómada de barba desaliñada y piel tostada por el sol le advierte que debe guardarse de la casa de Aram Baksh, un albergue barato para viajeros. Sin embargo Conan, seguro de sí mismo, decide hospedarse en una habitación de la casa de Aram, para pasar la noche. Al caer la noche, un caníbal darfario negro entra en la pequeña cámara de Conan por medio de un cerrojo trucado para llevárselo para ser comido.  
Descubrirá entonces con horror que los habitantes de Zamboula no salen nunca de noche por las calles porque han hecho un pacto con una secta demoníaca, practicante de rituales caníbales. Los residentes permanentes de Zamboula obtienen la paz a cambio de permitir que los miembros de esta secta puedan capturar y devorar a todos los extranjeros que se paseen de noche por Zamboula.
Todos los esclavos darfarios de la ciudad son caníbales que deambulan por las calles por la noche. Como sólo se alimentan de los viajeros, la gente de la ciudad tolera esto y permanecen encerrados y a salvo en sus hogares, mientras que los nómadas y los mendigos se aseguran de pasar la noche a una distancia suficiente de sus murallas. Peor aún, Aram Baksh ha hecho un trato con los caníbales - les proveerá de "carne fresca", mientras se beneficiará de las pertenencias de los desventurados huéspedes de su posada. Esta noche, sin embargo, el desafortunado darfario intenta alimentarse de un Conan armado y cauteloso, y lo paga con su vida. Al darse cuenta de la trampa que es su habitación, Conan sale a las calles zamboulanas donde pronto se encuentra con una mujer desnuda perseguida por las calles por su amante desquiciado; Conan la rescata de un ataque de los caníbales. Esta le dice que trató de asegurarse el afecto sin fin de su amante mediante un filtro de amor que en cambio lo volvió loco de atar y por eso tuvo que huir a la calle. Prometiéndole sugestivamente a Conan una "recompensa" a cambio de su ayuda, en su intento de matar a Totrasmek, el sumo sacerdote de Hanuman responsable de la locura del hombre y conseguir una cura para el joven enloquecido al que también habrán de encontrar.
La mujer es capturada en el intento, y obligada - por medio de la hipnosis - a bailar ante el sacerdote hasta morir. Conan, derrotando - literalmente - al estrangulador Baal-Pteor en su propio juego, la rescata y mata al sacerdote. Sin embargo, en el momento de reclamar su pago, ella le revela que es realmente Nafertari, amante del sátrapa de la ciudad, Jungir Khan (el loco). Tomando un antídoto para Jungir, ella le promete a Conan posición y riqueza.
Conan, sin embargo, deja la ciudad y revela al lector que él les había reconocido casi de inmediato. Se venga del dueño de la taberna Aram Baksh cortándole la lengua y afeitándole la barba para convertir al hombre en mudo e irreconocible, y entregarlo a los caníbales hambrientos para que lo devoren - una de las más profundas muestras del sentido irónico del humor de Conan - y deja la ciudad con el oro y el anillo mágico que comenzó las intrigas de la noche (y que Conan le había robado al loco Jungir en su primer encuentro), con la intención de venderlo a un tercero interesado.

## Adaptaciones
Con el título de Shadow-God of Zamboula el relato fue adaptado a cómic por Roy Thomas y Neal Adams en septiembre de 1976 en la editorial Marvel Comics (número 14 de la colección La espada salvaje de Conan: Savage Sword of Conan #14). Marvel Comics reeditó esa misma historieta suya en el número 17 de la colección Conan Saga en 1988. Dark Horse Comics reimprimió a su vez la historieta en 2008, en el número 2 de su reedición de la colección The Savage Sword of Conan. En castellano esta historieta fue traducida y publicada por primera vez en España con el título Sombras en Zamboula en el número 41 (octubre de 1976) de la colección Relatos Salvajes, publicada por Ediciones Vértice. Comics Forum tradujo su propia versión de esta historieta, también con el título Sombras en Zamboula, en el número 1 de la colección Serie Oro: La espada salvaje de Conan, publicado en abril de 1982.